# Казе Мјолато (Модена)
Казе Мјолато је насеље у Италији у округу Модена, региону Емилија-Ромања.
Према процени из 2011. у насељу је живело 45 становника. Насеље се налази на надморској висини од 15 м.